# Arize (volcán)
El Macizo de Arize es un estratovolcán de los Pirineos; situado dentro del departamento de Mediodía-Pirineos; Francia; con una gran caldera. Pertenece a la Provincia magmática del Atlántico Central. La roca volcánica dominante es la dolerita